# Bavent
Bavent is een gemeente in het Franse departement Calvados (regio Normandië). De gemeente maakt deel uit van het arrondissement Caen. Bavent telde op 1 januari 2022 1.912 inwoners.

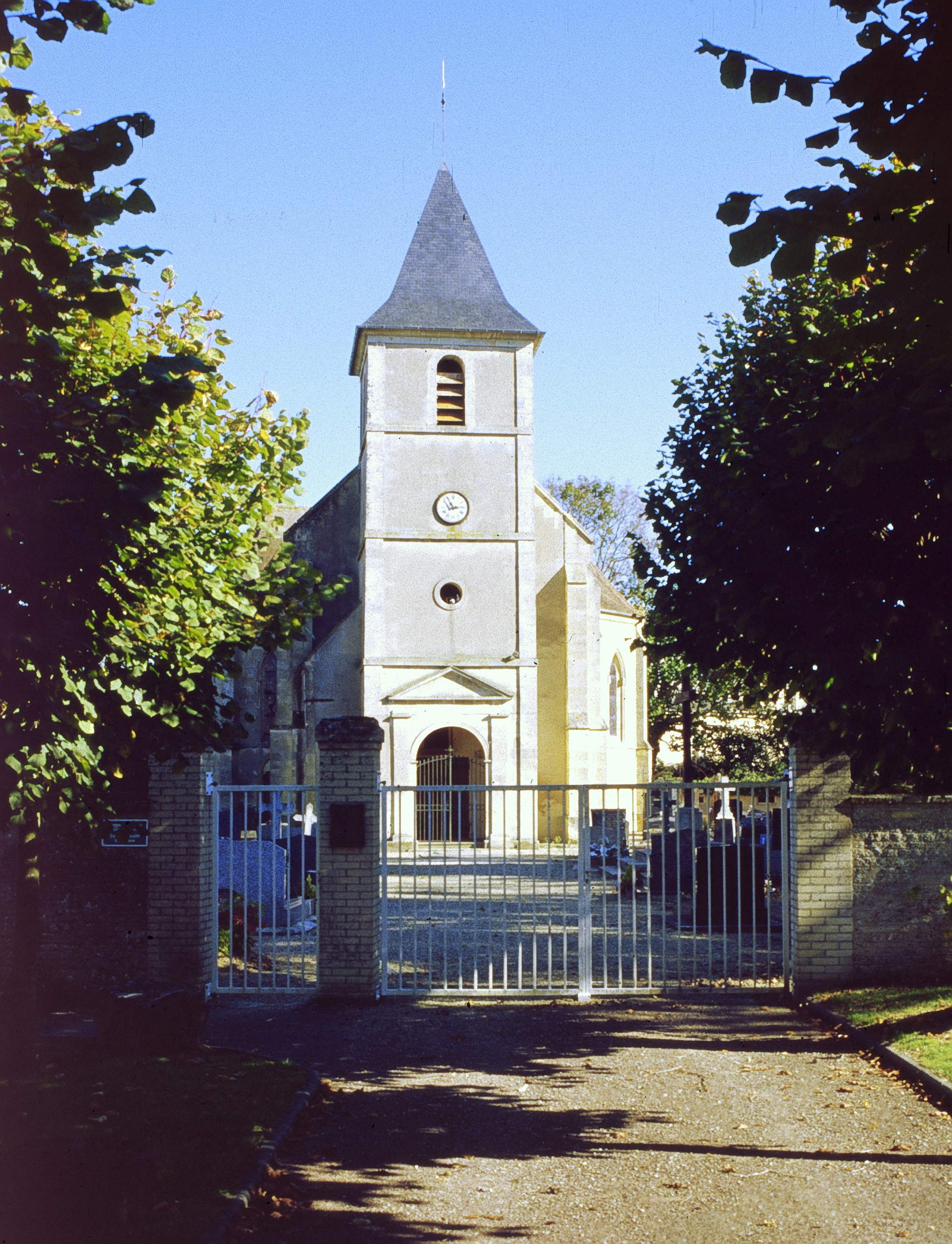
Église Saint-Hilaire

## Geschiedenis
In 1975 werd buurgemeente Robehomme aangehecht bij Bavent in een "fusion association".

## Geografie
De oppervlakte van Bavent bedroeg op 1 januari 2022 18,45 vierkante kilometer; de bevolkingsdichtheid was toen 103,6 inwoners per km². In het oosten van de gemeente ligt het dorpje Robehomme.
De onderstaande kaart toont de ligging van Bavent met de belangrijkste infrastructuur en aangrenzende gemeenten.

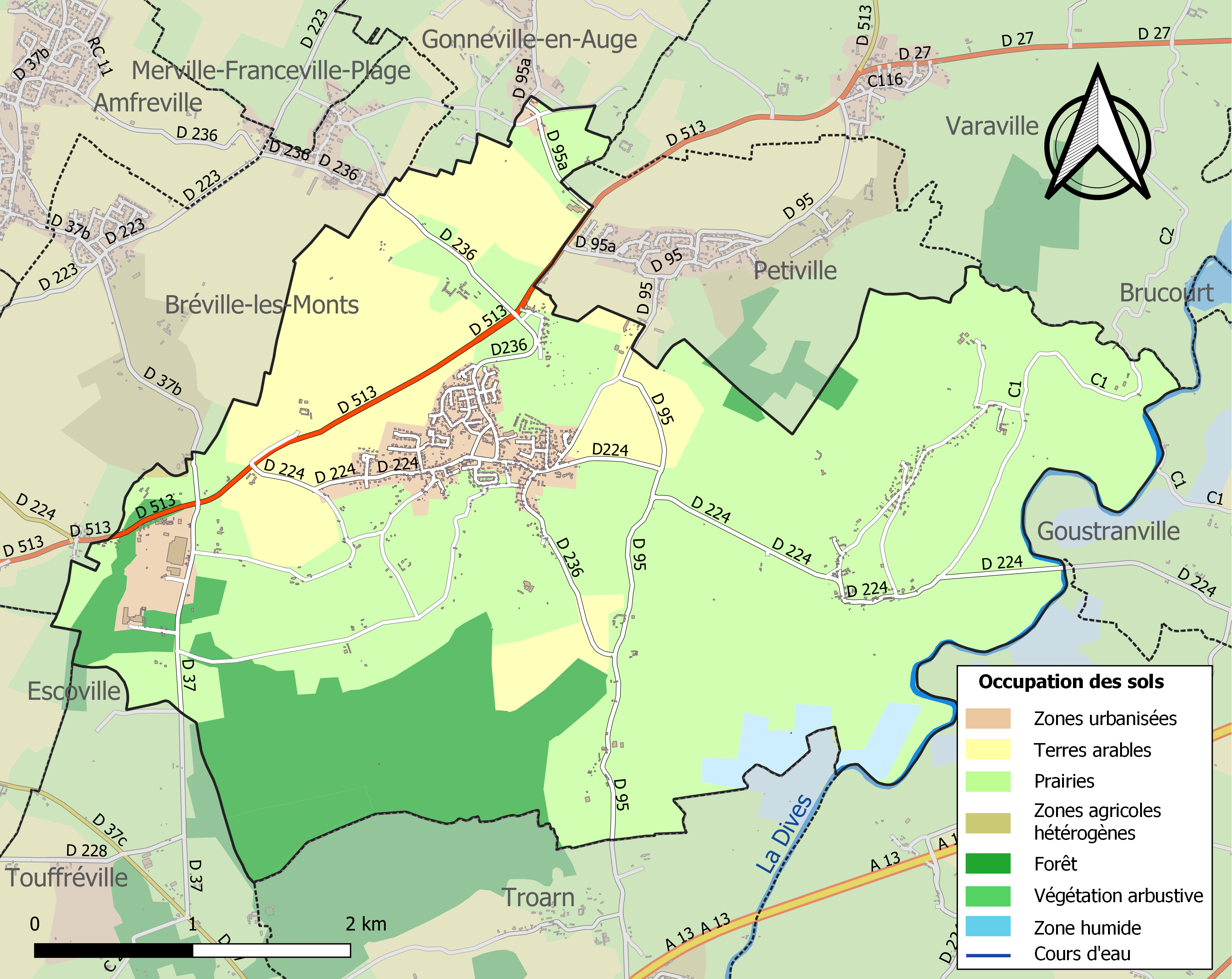

## Bezienswaardigheden
- De Église Saint-Hilaire

## Demografie
Onderstaande figuur toont het verloop van het inwonertal (bron: INSEE-tellingen).

Vanwege een beveiligingsprobleem met de MediaWiki Graph-software is het momenteel niet mogelijk deze grafiek weer te geven. Zodra de software is bijgewerkt zal de grafiek vanzelf weer zichtbaar worden.